# Junta de Representantes de Buenos Aires
La Junta de Representantes de Buenos Aires, también conocida como Sala de Representantes, fue un organismo de gobierno de la Provincia de Buenos Aires que funcionó en la Manzana de las Luces entre 1820 y 1850. Reemplazó al Cabildo y fue reemplazada por la Asamblea General del Estado de Buenos Aires al sancionarse la Constitución del 8 de abril de 1854.

## Funciones
La Junta estaba formada por vecinos destacados de la ciudad y de la campaña de Buenos Aires elegidos por voto directo. Debían cumplir ciertos requisitos (poseer un determinado ingreso y patrimonio), y eran los encargados de elegir al gobernador. Inicialmente tenía 12 representantes por la ciudad. Luego se agregaron once por la zona rural (campaña). Se renovaban por mitades anualmente mediante elección directa a lista completa.
Entre sus funciones estaba la de regular el desenvolvimiento del gobierno. A partir de 1821 "(...) la ley le otorgaba: la de realizar el escrutinio y según sus resultados, proclamar por electos a los que obtengan pluralidad de resultados" (Ternavasio. Ley electoral de 1821).
Sesionó en la actual "Manzana de las Luces" en el centro de Buenos Aires, en una sala donde juraron varios gobernadores e incluso presidentes, como Bernardino Rivadavia, Vicente López y Planes, Bartolomé Mitre, Domingo Faustino Sarmiento y Nicolás Avellaneda.

## El edificio
La sala se encuentra en el interior del complejo de la Manzana de las Luces, con entrada por la calle Perú 272, y puede visitarse.
Bajo el ministerio de Bernardino Rivadavia el recinto fue diseñado por el arquitecto Próspero Catelín, inspirado en la concepción del Panóptico del filósofo Jeremy Bentham. Fue inaugurado el 1 de mayo de 1822. Un testigo de la época lo describe del siguiente modo: "El edificio de la Cámara de Representantes ha sido recientemente construido; sigue el modelo, en una escala más modesta, de la Cámara Francesa de París, constituyendo un teatro perfecto. Los miembros están en la platea, el presidente y secretario en la escena y los espectadores en los palcos."
La planta semicircular de la sala aseguraba la visibilidad de toda la asamblea desde un estrado central. Este diseño representaba una novedad respecto de la estructura rectangular del antiguo Cabildo, institución colonial a la que reemplazó. 
El carácter republicano del nuevo salón se refleja no sólo en las gradas para los representantes electos, sino también en los espacios reservados para la participación en las sesiones de funcionarios y público. En particular, la austeridad y la falta de adorno superfluo del edificio cumplen la misma finalidad: la de "hacer visible espacialmente la igualdad política con la consiguiente supresión de todo tipo de privilegios de carácter corporativo".
En el periódico "El Argos de Buenos Ayres" del 30 de enero de 1822, se destaca también que este salón tiene sus cimientos sobre los antiguos calabozos subterráneos que durante el Virreinato habían alojado a prisioneros de la sublevación de Tupac Amaru.
Entre las sesiones que tuvieron lugar en la sala: el Congreso de la República, de 1824 a 1827; el Congreso de la Nación, entre 1862 y 1864; la Legislatura de la Provincia de Buenos Aires -posterior a la "Junta de Representantes"-, hasta 1883; y el Concejo Deliberante de la Ciudad de Buenos Aires, desde 1894 hasta 1930. Luego fue utilizada como Aula Magna de la Facultad de Arquitectura. Los primeros trabajos de restauración se inauguraron el 15 de octubre de 1981.

## Historia

### Desde 1820 a 1829
La Junta fue creada inicialmente por el Cabildo, a raíz de la crisis política de 1819. De esta manera se delegaba en la Junta la elección y confirmación del gobernador de la Provincia de Buenos Aires. Sus primeros doce miembros fueron elegidos por un Cabildo abierto, que conservaba -sin exponerse tan abiertamente- el control político.
Las dos instituciones convivieron disputándose la preeminencia, hasta la supresión de los Cabildos (Buenos Aires y Luján). Con la sanción de la ley electoral de 1821, se amplió los miembros de la Junta (incorporando a los 12 de la ciudad, otros 11 membros por la campaña rural), a la vez que se hacía de modo directo por el voto popular la elección de los representantes. 
El primer gobernador designado fue Manuel de Sarratea. Pero luego de un corto mandato, tras el Tratado del Pilar, no fue apoyado por la mayoría de la Junta. Luego de una breve transición, el gobernador que fue confirmado y que perduró en su cargo por los tres años previstos fue Martín Rodríguez. La inestabilidad política hizo que los representantes le concedieran "facultades extraordinarias", durante los primeros meses, ya que las fuerzas federales de Manuel Dorrego se negaban a reconocerlo. Para acabar con el conflicto fue decisivo el apoyo de Juan Manuel de Rosas al gobernador Martín Rodríguez.
Al describir las primeras sesiones de la Junta, un testigo señala: "Una campana marca el comienzo y el fin de la sesión. Los oradores, cuando hablan, permanecen sentados de tal modo que no tienen oportunidad de lucirse. El local se halla bien iluminado con arañas de buen gusto. Los soldados armados dentro y fuera del edificio, parecen una contradicción de las ideas republicanas."
En 1826, durante la presidencia de Bernardino Rivadavia, la provincia de Buenos Aires fue dividida en tres regiones (el territorio costero se asignó a Capital del país) y por tanto la legislatura cesó en sus funciones y el gobernador Las Heras debió renunciar. Desatada la crisis política (por la derrota diplomática respecto a la Banda Oriental), Rivadavia renunció a la presidencia. La provincia de Buenos Aires y su autonomía fueron restablecidas y la Junta eligió como gobernador a Manuel Dorrego en junio de 1827. En diciembre de 1828, Juan Lavalle, que retornaba con sus tropas de la Banda Oriental, se hizo proclamar gobernador por aclamación en la Capilla de San Roque y disolvió la Junta. 

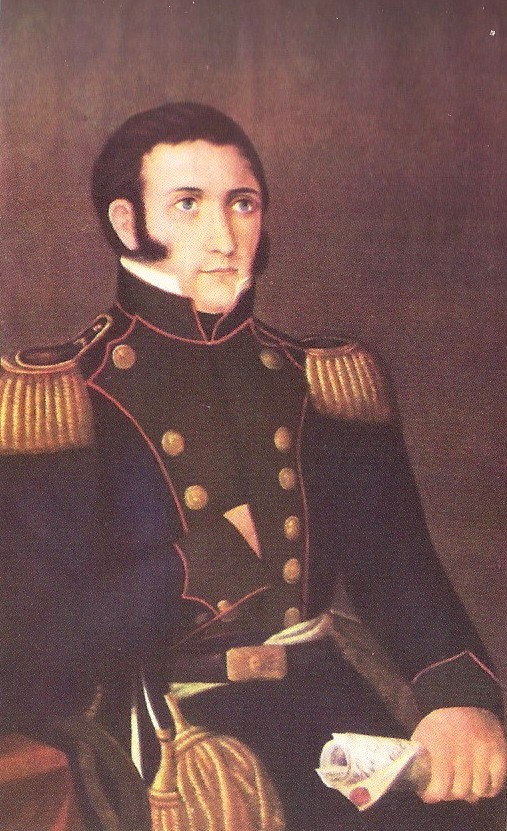
Manuel Dorrego

Por exigencia de Rosas los mismos miembros de la Junta suprimida fueron convocados en diciembre de 1829 para elegirlo gobernador. La Junta decidió otorgarle las facultades extraordinarias (Poder Ejecutivo y Legislativo), pero no se las quiso renovar en 1832 y Rosas terminó su primer mandato.

### Desde 1830 hasta 1853
Cuando en 1835, a raíz del asesinato de Facundo Quiroga, asume por segunda vez Juan Manuel de Rosas, la Junta le otorga la suma del poder público (Poder Ejecutivo, Legislativo y Judicial). Las atribuciones legislativas de la Junta de Representantes quedaron en la práctica cercenadas, convirtiéndose en un mero órgano burocrático, sometido al poder del gobernador. 
La resistencia a que Rosas continuara en el gobierno comienza a ser creciente, y se desata en el año 1839. Entre los conspiradores de la ciudad se encontraba el hijo de Manuel Vicente Maza, uno de los principales dirigentes federales que había ejercido de juez en la condena a muerte de los Hermanos Reynafé. Por su cercanía con el gobernador, Maza decidió pedir clemencia por su hijo. En circunstancias de estar redactando su propia renuncia a la presidencia de la Junta fue asesinado. Su hijo, que estaba encarcelado, poco después fue fusilado y la esposa de Maza se suicidó.

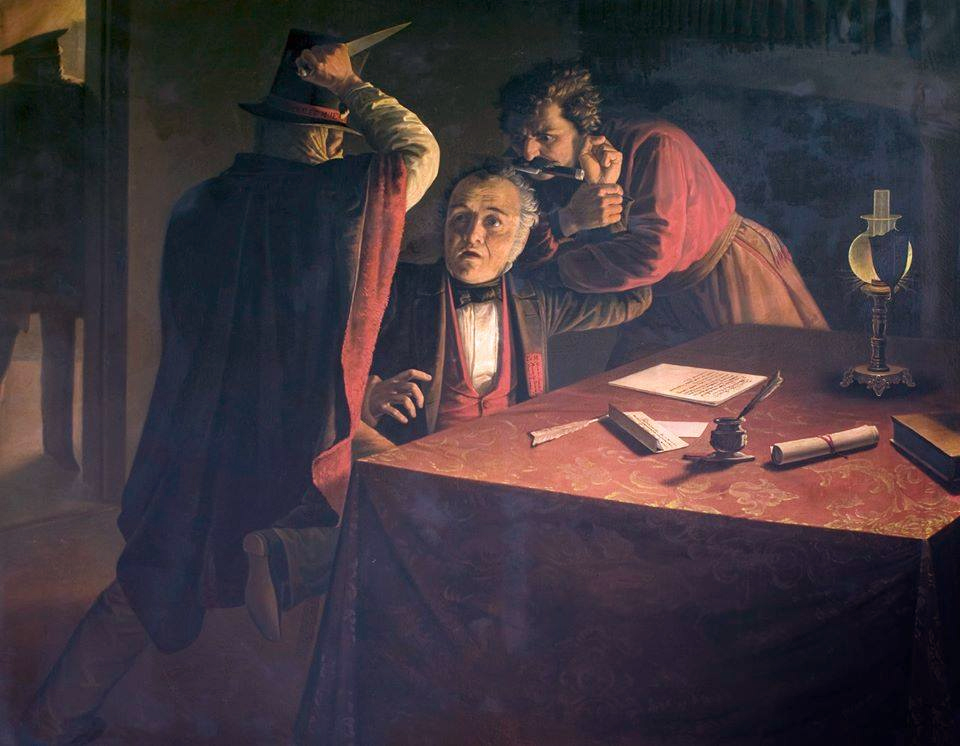
"Asesinato de Manuel Vicente Maza" pintura al óleo de Benjamín Franklin Rawson. Pertenece al Complejo Museográfico Provincial "Enrique Udaondo" de la ciudad de Luján, provincia de Buenos Aires, Argentina. Se expone en la Sala Federal de dicho Museo.

Tras el derrocamiento de Rosas en la Batalla de Caseros (3 de febrero de 1852), fueron celebradas elecciones el 11 de abril, para elegir diputados para la Sala de Representantes que iba a iniciar sus sesiones el 1 de mayo. Aunque el voto en la época no era secreto ni existía el sufragio universal, para el historiador James R. Scobie: "ésta era la primera expresión de una posible opinión pública desde el advenimiento del régimen de Rosas." 

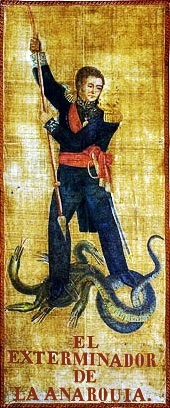
Afiche de la época de Rosas.

Particular trascencencia tuvo el debate que se produjo poco después, entre los días 21 y 23 de junio de 1852, cuando la Sala de Representantes de Buenos Aires rechazó el Acuerdo de San Nicolás, debilitando la postura de Justo José de Urquiza. 
Como vocero de la oposición al Acuerdo surgió la figura del diputado Bartolomé Mitre, "con un discurso que señalaría su inicio oratorio ante el público porteño y quedaría como un mojón en su larga carrera política". En defensa del gobierno se expresó el ministro de Instrucción Pública, Vicente Fidel López, que criticó el "provincialismo absurdo" de Buenos Aires y expresó enfáticamente: "mi patria es la República Argentina y no Buenos Aires".
Ante la provocación y el rechazo porteño, el gobernador Vicente López y sus ministros renunciaron, y el General Urquiza finalmente disolvió la Sala de Representantes y asumió él mismo como Gobernador provisorio. 
Tras la revolución porteña del 11 de septiembre de 1852, la Sala de Representantes fue reestablecido, con los mismos miembros ya elegidos anteriormente. El 30 de octubre de 1852, los 41 miembros de la sala votaron como Gobernador a Valentín Alsina -casado con una hija de Manuel Vicente Maza-, figura destacada de los exiliados argentinos en Montevideo durante la etapa rosista. Al mes, tras la sublevación de Hilario Lagos y la difícil situación política, Alsina debió renunciar al cargo. 
Tras la sanción de la Constitución de Buenos Aires el 11 de abril de 1854, en la que Buenos Aires se declaró "un Estado con el libre ejercicio de su soberanía interior y exterior", la Sala cesó en sus funciones y se creó "una Asamblea general, que se compondrá de una cámara de representantes y otra de senadores". El último Gobernador provisorio nombrado por la Sala de Representantes fue Pastor Obligado, que luego fue ratificado el 27 de mayo de 1854 como Primer Gobernador Constitucional del Estado de Buenos Aires. 
Al contrario de la política impulsada por su antecesor, Obligado se mostró en contra de imponer militarmente las ideas de Buenos Aires en las trece provincias del interior. Así se decidió consolidar la autonomía porteña frente a la política de Urquiza.

## Gobernadores nombrados por la Sala de Representantes
- Manuel de Sarratea (1820)
- Ildefonso Ramos Mexía (1820)
- Martín Rodríguez (1820 - 1824)
- Juan Gregorio de Las Heras (1824 - 1826)
- Manuel Dorrego (1827 - 1828)
- Juan Manuel de Rosas (1829 - 1832)
- Juan Ramón González Balcarce (1832 - 1833)
- Juan José Viamonte (1833 - 1834)
- Manuel Vicente Maza (1834 - 1835)
- Juan Manuel de Rosas (1835 - 1852)
- Vicente López (1852)
- Manuel Guillermo Pinto (1852)
- Valentín Alsina (1852)
- Pastor Obligado (1853 - 1854)